# Manon des sources
Manon des sources és una pel·lícula francesa rodada l'any 1986 al mateix temps que la pel·lícula Jean de Florette. Està basada en la novel·la, de dues parts, del mateix títol de Marcel Pagnol.
Va ser dirigida per Claude Berri, la música és de Jean-Claude Petit

## Argument
Seguint els esdeveniments de Jean de Florette, Manon, la filla de Jean (interpretat per Depardieu), viu a la Provença prop de la fina de Les Romarins, que havia pertangut al seu pare ja mort. Manon és pastora d'un ramat de cabres i caça ocells i conills silvestres per sobreviure. Ugolin Soubeyran, que es va quedar amb enganys la finca del pare de Manon cultiva clavells que ven a bon preu i rega amb aigua de l'antiga finca del pare de Manon.
Ugolin, després de veure banyaar-se nua a la jove Manon se n'enamora però quan intenta apropar-s'hi ells fuig d'ell, ja que el considera un dels responsables de la mort del seu pare i de quedar-se sense la finca ni l'aigua. Manon en canvi s'interessa pel jove nou mestre de l'escola del poble amb qui acabarà casant-se. Abans d'això Manon trobarà la manera de bloquejar l'aigua de la font que rega els clavells d'Ugolin i que proporciona aigua a més a tot el poble.

## Repartiment
- Emmanuelle Béart com Manon
- Yves Montand com César Soubeyran/'Le Papet'
- Daniel Auteuil com Ugolin
- Hippolyte Girardot com Bernard Olivier
- Margarita Lozano com Baptistine
- Yvonne Gamy com Delphine
- Gabriel Bacquier com Eve Brenner cantant al casament